# Seigneurie de Champvent
Entités précédentes :
- Seigneurie de Grandson

Entités suivantes :
- Seigneurie de La Mothe
- Seigneurie Sainte-Croix

1324–1798
Entités précédentes :
- Seigneurie de Champvent

La seigneurie de Champvent est une ancienne seigneurie située dans l'actuel canton de Vaud. Une partie de la seigneurie est détachée et devient la seigneurie de La Mothe.

## Histoire

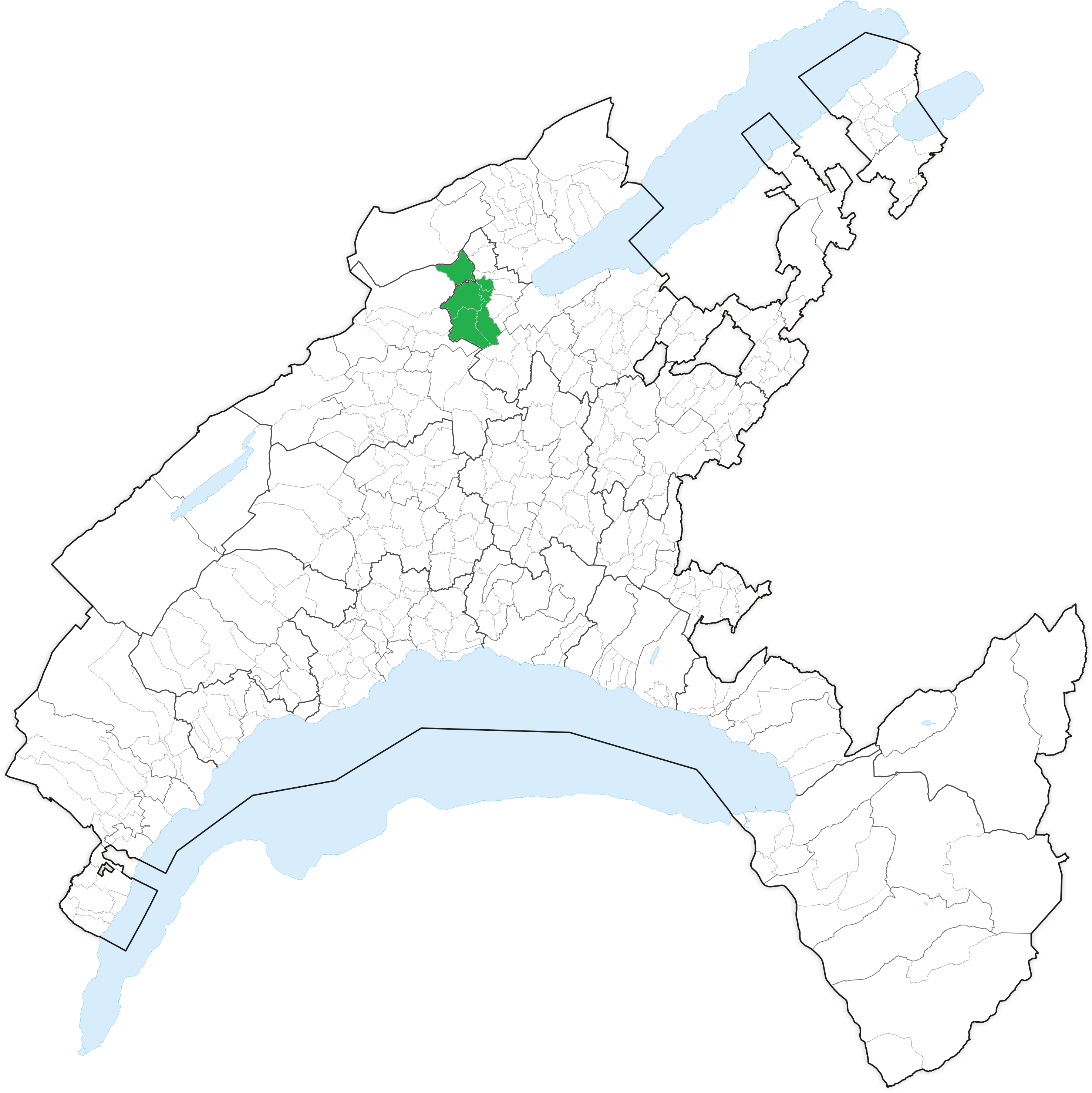
Carte de la seigneurie de Champvent après le détachement des seigneuries de La Mothe et Sainte-Croix.

La seigneurie de Champvent appartient d'abord à la famille de Grandson. Le siège de la seigneurie le château de Champvent.
La seigneurie de Champvent est créée en 1234 lors du partage de la seigneurie de Grandson. Elle est composée de Champvent, Mathod, Suscévaz, Essert-sous-Champvent, Villars-sous-Champvent, Orges, Vugelles-La Mothe, Vuitebœuf, Sainte-Croix et Bullet.
La seigneurie de La Mothe est détachée de celle de Champvent en 1324. Elle est composée de Vugelles-La Mothe et d'Orges. 
Mathod passe de la seigneurie de Champvent à celle de La Mothe,.
Sous le régime bernois, la seigneurie de la Mothe fait partie du bailliage d'Yverdon.

## Liste des seigneurs
Les seigneurs de La Mothe sont les suivants :
- ?-1324 : Hugues de Champvent ;

La seigneurie est ensuite partagée en deux parties. Les seigneurs de la première moitié sont :
- 1324-? : Marguerite de Champvent et son époux Richard de Duyn ;
- 1331 : Hugonin de Duyn ;
- Marguerite de Duyn (de Vufflens) ;

Les seigneurs de la seconde moitié sont :
- Jean de Champvent ;
- Catherine de Neuchâtel ;
- Rodolphe IV de Neuchâtel ;
- Louis Ier de Neuchâtel ;

Les deux moitiés sont ensuite en possession de Marguerite de Duyn.
- Marguerite de Duyn et son époux Jacques de Vergy ;
- Pierre de Vergy ;
- Guillaume de Vergy ;
- François de Vergy ;

La seigneurie est à nouveau partagée en deux parties. Les seigneurs de la première sont :
- Claude de Vergy ;
- Jérôme Masset ;

### Ouvrages
- Marcel Godet, Henri Türler et Victor Attinger, Dictionnaire historique & biographique de la Suisse, vol. 2, Neuchâtel, Imprimerie Paul Attinger, 1924 (lire en ligne), p. 473-474, 484, 501, 673, 705 et 733
- Marcel Godet, Henri Türler et Victor Attinger, Dictionnaire historique & biographique de la Suisse, vol. 3, Neuchâtel, Imprimerie Paul Attinger, 1926 (lire en ligne), p. 7 et 531
- Marcel Godet, Henri Türler et Victor Attinger, Dictionnaire historique & biographique de la Suisse, vol. 4, Neuchâtel, Imprimerie Paul Attinger, 1928 (lire en ligne), p. 270 et 686
- Marcel Godet, Henri Türler et Victor Attinger, Dictionnaire historique & biographique de la Suisse, vol. 5, Neuchâtel, Imprimerie Paul Attinger, 1930 (lire en ligne), p. 23, 42, 59 et 639
- Marcel Godet, Henri Türler et Victor Attinger, Dictionnaire historique & biographique de la Suisse, vol. 6, Neuchâtel, Imprimerie Paul Attinger, 1932 (lire en ligne), p. 612
- Marcel Godet, Henri Türler et Victor Attinger, Dictionnaire historique & biographique de la Suisse, vol. 7, Neuchâtel, Imprimerie Paul Attinger, 1933 (lire en ligne), p. 101 et 182

### Articles
- Eugène Mottaz, « La seigneurie de La Mothe », Revue historique vaudoise,‎ 1897, p. 304-308 (lire en ligne, consulté le 29 mai 2015)
- Pierre-Yves Favez, « Champvent (seigneurie) » dans le Dictionnaire historique de la Suisse en ligne, version du 29 août 2005.
- Germain Hausmann, « Mothe, La » dans le Dictionnaire historique de la Suisse en ligne, version du 26 janvier 2010.